# Coleophora ceratoidis
Coleophora ceratoidis é uma espécie de mariposa do gênero Coleophora pertencente à família Coleophoridae.